# شاخه افقی

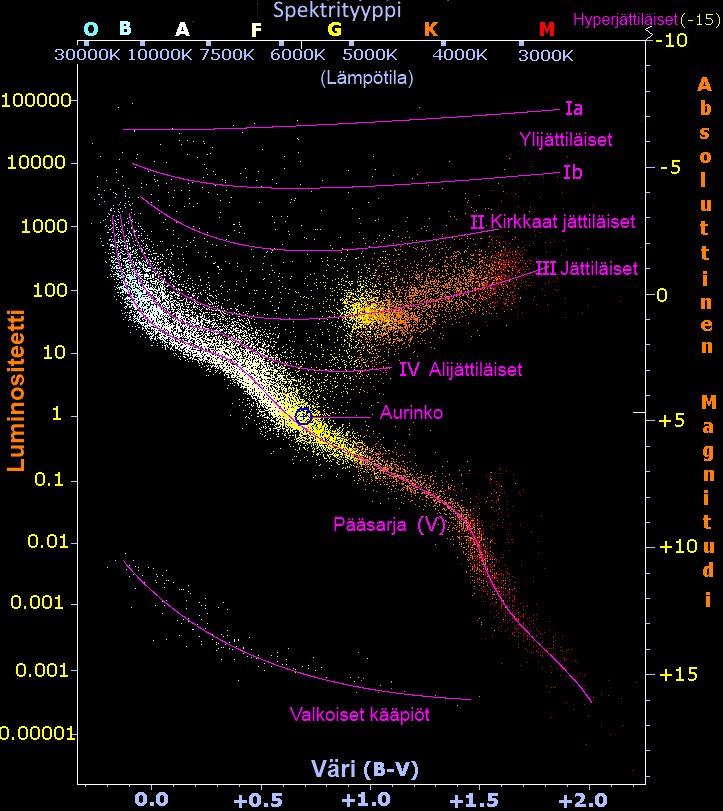
نمایی از ساختار نمودار هرتسپرونگ-راسل، که در آن «شاخه افقی» در سمت راست مجموعهٔ اصلی مورب‌ها به صورت گروهی از نقاط قرمز، نشان‌داده شده‌است.

شاخهٔ افقی (به انگلیسی: Horizontal branch) مبحثی در ستاره‌شناسی مربوط به ستارگانی با جرم نزدیک به خورشید و مرحله‌ای از تکامل ستاره‌ای بعد از شاخهٔ غول سرخ است. تشعشعات هستهٔ هلیومی در ستارگان بالایی در نمودار شاخه غول سرخ، باعث تغییرات اساسی در ساختار ستاره می‌شود که در نتیجهٔ آن درخشش ستاره کاهش یافته و پوشش ستاره‌ای دچار انقباض و انبساط می‌شود و سطح ستاره نیز به دمای بالایی می‌رسد. سوخت ستارگان شاخهٔ افقی از طریق گداخت هلیوم در هسته (از طریق واکنش تریپل-آلفا) و گداخت هیدروژن در قشر محیط هسته تأمین می‌شود.
ستارگان شاخهٔ افقی با اولین پژوهش‌های فتومتریک عکاسی در عمق خوشه‌های گلبولی کشف شدند.